# Armin Triendl
Armin Triendl (6 febbraio 1989) è un ex sciatore alpino austriaco.

## Biografia
Originario di Oberperfuss e attivo in gare FIS dal dicembre del 2004, Triendl in Coppa Europa esordì il 27 febbraio 2007 a Hermagor-Pressegger See in slalom gigante, senza completare la gara, conquistò i migliori piazzamenti il 15 marzo 2007 a Madesimo/Campodolcino e il 7 gennaio 2008 a Nauders in slalom speciale (31º) e prese per l'ultima volta il via il 18 gennaio 2010 a Kirchberg in Tirol nella medesima specialità (48º).
Dalla stagione 2010-2011 gareggiò prevalentemente in Nor-Am Cup, dove esordì il 16 marzo 2011 a Whistler in slalom gigante (24º), conquistò il miglior piazzamento il 12 dicembre 2012 a Panorama in slalom speciale (5º) e prese per l'ultima volta il via il 26 novembre 2013 a Loveland nella medesima specialità (31º). Si ritirò al termine di quella stessa stagione 2013-2014 e la sua ultima gara fu uno slalom speciale FIS disputato a Vail il 30 marzo, chiuso da Triendl al 4º posto; non debuttò in Coppa del Mondo né prese parte a rassegne olimpiche o iridate.

## Palmarès

### Nor-Am Cup
- Miglior piazzamento in classifica generale: 54º nel 2012

### Campionati austriaci
- 1 medaglia:
  -  1 bronzo (combinata nel 2007)[senza fonte]